# Podlesí (Dolní Žandov)
Podlesí (németül Markusgrün) Dolní Žandov településrésze Csehországban, a Karlovy Vary-i kerület Chebi járásában. Korábban önálló település volt.

## Fekvése
Dolní Žandovtól 3 km-re északkeletre, a Slavkovský les hegység mentén fekszik.

## Története
Első írásos említése Markchartsgrun néven 1370-ből származik. Lakói a középkorban földműveléssel és fakitermeléssel foglalkoztak. 1880-ban a település 44 lakóházában 269 lakos élt. Lakosainak száma 1993-ban 23-ra csökkent.

## Nevezetességek
- Szűz Mária kápolna. A hagyomány szerint egy Szűz Mária jelenés helyszínén, a település északkeleti részén, a 18. század első felében építették. Az 1930-ban leégett kápolnát 1932-ben újjáépítették. Jelenleg is búcsújáróhely.
- Az 1924-ben épített kápolna.

1. ↑  Cseh Statisztikai Hivatal: https://www.czso.cz/csu/czso/vysledky-scitani-2021-otevrena-data (cseh nyelven). (Hozzáférés: 2022. november 1.)